# Isola Pregradnaja
L'isola Pregradnaja (in russo коса Преградная, kosa Pregradnaja) è un'isola russa che fa parte dell'arcipelago di Severnaja Zemlja ed è bagnata dal mare di Laptev. L'isola è in realtà solo una lingua di terra (in russo kosa)
e il suo nome in italiano significa "barriera" (Преграда). Amministrativamente fa parte del Tajmyrskij rajon del Territorio di Krasnojarsk, nel Circondario federale della Siberia.

## Geografia
L'isola si trova nella parte sud-orientale dell'arcipelago, a nord-ovest dell'isola Starokadomskij, poco a nord della baia Jakovkina (бухта Яковкина). È una lingua di terra, lunga circa 7 km, che si snoda lungo la costa, è piatta e parzialmente coperta dal ghiaccio, fra di essa e Starokadomskij ci sono banchi di sabbia.